# The BBC Archives
The BBC Archives je živé album britské heavymetalové skupiny Iron Maiden. Jedná se sbírku různých živých vystoupeních kapely mezi lety 1979–1988. Album bylo vydáno v roce 2002 jako část box setu Eddie's Archive.

## Seznam skladeb

### CD 1

#### Friday Rock Show Session (1979)
| Pořadí         | Název          | Délka |
| -------------- | -------------- | ----- |
| 1.             | Iron Maiden    | 3:45  |
| 2.             | Running Free   | 3:10  |
| 3.             | Transylvania   | 4:03  |
| 4.             | Sanctuary      | 3:45  |
| Celková délka: | Celková délka: | 14:43 |

#### Reading Festival (1982)
| Pořadí | Název                   | Délka |
| ------ | ----------------------- | ----- |
| 1.     | Wrathchild              | 3:31  |
| 2.     | Run to the Hills        | 5:36  |
| 3.     | Children of the Damned  | 4:48  |
| 4.     | The Number of the Beast | 5:29  |
| 5.     | 22 Acacia Avenue        | 6:36  |
| 6.     | Transylvania            | 6:20  |
| 7.     | The Prisoner            | 5:50  |
| 8.     | Hallowed Be Thy Name    | 7:37  |
| 9.     | Phantom of the Opera    | 7:02  |
| 10.    | Iron Maiden             | 4:57  |

### CD 2

#### Reading Festival (1980)
| Pořadí         | Název             | Délka |
| -------------- | ----------------- | ----- |
| 1.             | Prowler           | 4:26  |
| 2.             | Remember Tomorrow | 6:00  |
| 3.             | Killers           | 4:43  |
| 4.             | Running Free      | 3:52  |
| 5.             | Transylvania      | 4:49  |
| 6.             | Iron Maiden       | 4:56  |
| Celková délka: | Celková délka:    | 86:32 |

#### Monsters Of Rock Festival Donington (1988)
| Pořadí         | Název                        | Délka |
| -------------- | ---------------------------- | ----- |
| 1.             | Moonchild                    | 5:44  |
| 2.             | Wrathchild                   | 3:00  |
| 3.             | Infinite Dreams              | 5:52  |
| 4.             | The Trooper                  | 4:04  |
| 5.             | Seventh Son of a Seventh Son | 10:27 |
| 6.             | The Number of the Beast      | 4:42  |
| 7.             | Hallowed Be Thy Name         | 7:10  |
| 8.             | Iron Maiden                  | 6:01  |
| Celková délka: | Celková délka:               | 47:00 |